# Soudan (Loire-Atlantique)
Soudan település Franciaországban, Loire-Atlantique megyében. Lakosainak száma 1965 fő (2022. január 1.). Soudan Carbay, Châteaubriant, Erbray, Juigné-des-Moutiers, Noyal-sur-Brutz, Rougé és Villepot községekkel határos.

## Népesség
A település népessége az elmúlt években az alábbi módon változott:
| Lakosok száma | 1831 | 2026 | 2072 | 2015 | 1983 | 1998 | 1997 | 2003 | 1996 | 1965 |
|               | 1968 | 1982 | 1990 | 2006 | 2013 | 2015 | 2017 | 2019 | 2020 | 2022 |